# Фонд Мессершмитта
Фонд Мессершмитта — благотворительный фонд, основанный в 1969 году Вилли Мессершмиттом; центральный офис находится в Мюнхене, с 1975 года формально зарегистрирован в Вадуце (Лихтенштейн). Является крупнейшим частным фондом Германии, занимающийся сохранением памятников архитектуры.

## История

### Основание
После Второй Мировой войны Вильгельм Мессершмитт провёл два года в тюрьме. Выйдя на свободу, он возобновил работу в качестве руководителя своей компании. Поскольку Германии было запрещено производить самолёты до 1955 года, он переориентировал свою компанию на производство сборных домов, швейных машинок и легковых автомобилей. Однако и авиацию Мессершмит не оставил. В 1952 году в Испании он разработал учебно-боевой самолёт Hispano HA-200 jet trainer и сверхзвуковой истребитель НА-300, прежде чем в конечном итоге ему разрешили вернуться к производству самолётов в Германии, чтобы получить лицензию на производство Fiat G91, а затем Lockheed F-104 Starfighter для западногерманского Люфтваффе.
В 1968 году состоялось слияние компании Мессершмитт с Bölkow, а затем с Blom в 1969 году. После этого фирма стала известна как MBB (Messerschmitt-Bölkow-Блом, в настоящее время часть концерна EADS), представителем которой Вильгельм Мессершмитт являлся до 1970 года, пока не ушёл в отставку.
В том же 1968 году Вильгельм Эмиль Мессершмитт прекратил активную конструкторскую работу и стал почётным президентом концерна. Одновременно он организовал специальный денежный фонд по финансированию памятников культуры.

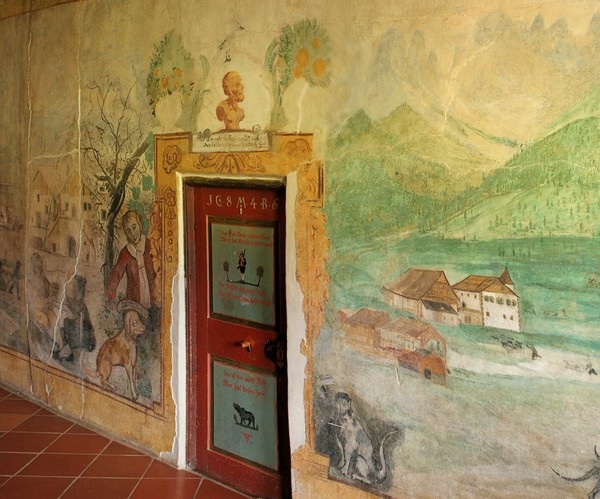
Фреска 1682 года в отеле Villnößer Ranuihof, отреставрированная фондом в 1983 году.

В 1969 году, за девять лет до своей смерти, Вильгельм Мессершмитт вместе со своим близким другом и советником доктором Гансом Генрихом Риттером фон Србиком заложил основы Фонда Мессершмитта. Поскольку у Мессершмитта не было детей, он пожелал завещать фонду свои акции в компании Messerschmitt-Bölkow-Blohm GmbH. Основной целью создания было сохранение и поддержание немецких художественных и культурных памятников в Германии и за рубежом, а также продвижение молодых талантов в области авиации — два устремления, очень близких к сердцу Мессершмитта.

### В XXI веке
На сегодняшний день Фонд Мессершмитта является крупнейшим частным фондом Германии, занимающимся сохранением памятников архитектуры. Проекты выбираются советом директоров Фонда. Правление поддерживается советом Фонда, в состав которого входит ряд лиц, выполняющих функции, аналогичные функциям наблюдательного совета. Совет директоров сотрудничает с местными реставрационными органами федеративных земель Германии в ходе реализации реставрационных проектов. Фонд в первую очередь фокусируется на множестве различных средних и малых памятников искусства, образующих богатый культурный ландшафт. Хотя интерес к такого рода работам растёт, ресурсов для их содержания очень мало. Фонд сосредоточивает свои усилия на землях Восточной и Южной Германии, а также Тироля (Австрия).
Это крупнейшая в Германии частная организация с годовым бюджетом около 11 миллионов евро, которая имеет два отдельных счёта в активах. Кроме того, фонд владеет самолётами (частично в качестве реплики) из конструкторского бюро Мессершмитта.
Штаб-квартира фонда расположена в Мюнхене, а также с 1975 года зарегистрирована как фонд в Вадуце. Действующим председателем Фонда является Ханс Генрих фон Србик.

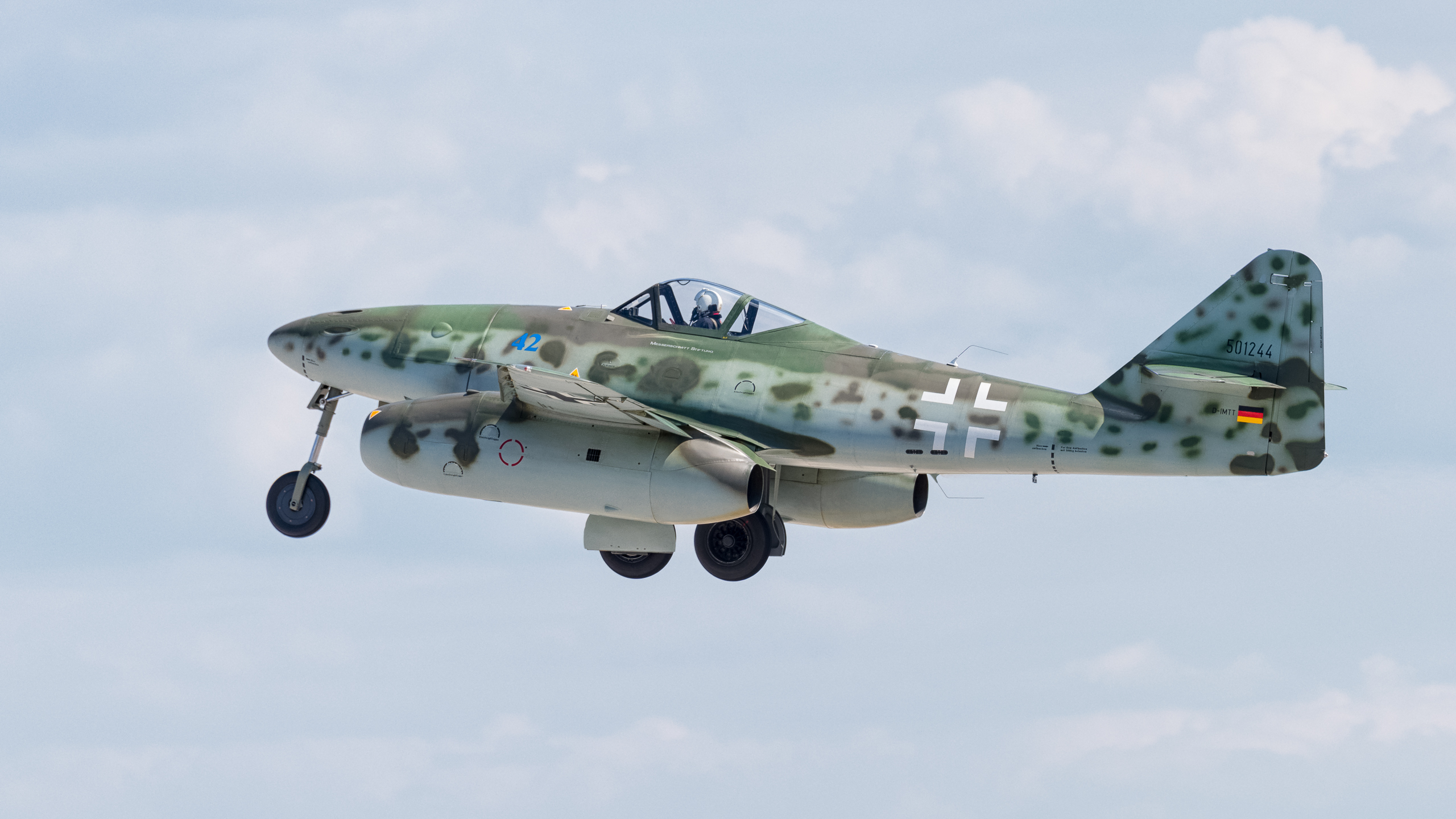
Messerschmitt Me 262 B1

### Музей авиации Мессершмитта
В 1998 году в честь столетия Мессершмитта фонд Мессершмитта учредил одноимённый Музей авиации. Он расположен в зоне безопасности на территории Airbus Defence and Space в немецком городе Манчинг неподалеку от Мюнхена. Доступ на территорию музея сейчас ограничен. Посетить его можно только раз в месяц день — в последнюю пятницу месяца.

Главной задачей Музея авиации Мессершмитта Фонд Мессершмитта считает сохранение памяти о технических достижениях выдающегося авиаконструктора — профессора Вильгельма Мессершмитта. Сотрудники музея в сотрудничестве с Cassidian (an EADS Company) уже сумели восстановить несколько образцов авиатехники, созданных Вилли Месершмиттом, и поддерживают их в пригодном для полётов состоянии. 

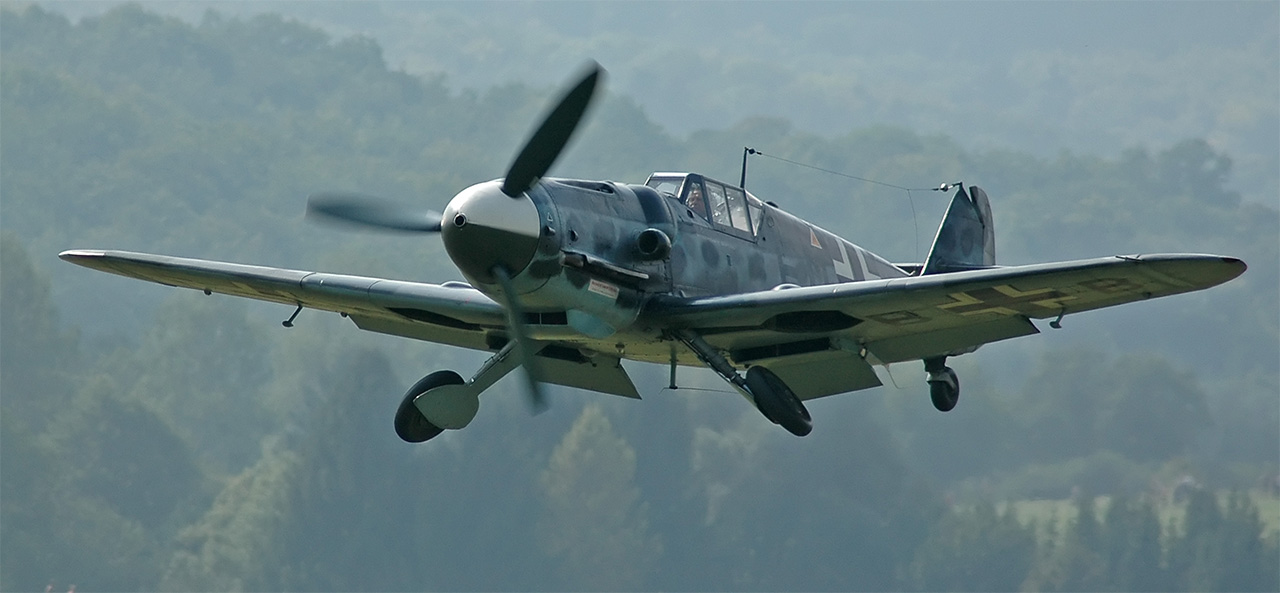
Me. 109G 6

#### Авиапарк музея Мессершмитта
- Ме. 17
- Ме. 108
- Bf. 109 G-4
- Bf. 109 G-6
- Bf. 109 G-10
- Ме. 163
- Ме. 262
- НА 200

Некоторые образцы Музей авиации Мессершмитта периодически выставляет на различных авиашоу. Например выставка в честь 25-летия Мюнхенского аэропорта, Airpower 16 или на столетие авиационного завода в Ауксбурге. В ходе авиашоу в воздух поднялись такие машин как Bf.109 G-6, Bf.109 G-10, Ha 200 и Me 262.

## Другое имущество фонда Мессершмитта
Самым известным из спонсируемых фондом объектов является дворец Мезеберг. В 2007 году федеральное правительство сдало его в аренду за символической плату в 1 евро сроком на 20 лет в качестве гостевого дома. Также в распоряжении фонда имеются:
- Отель Оленья роща (Casa do Cerb, Шассбург, Трансильвания).
- Hotel Goldener Engl (Холл в Тироле).
- Отель Weinhaus Messerschmitt (Бамберг).
- Schloss Leitheim (Кайзхайм), Отель
- Дом Престарелых Анрасский Замок (Анрас).
- Загородный Дом Замок Анрас (Анрас).
- Замок Парц (Гризкирхен, Верхняя Австрия).
- Великий Блюменберг (Лейпциг).
- Дворец Нью-Йорк (Будапешт).